# Wizna
Wizna is een dorp in de Poolse woiwodschap Podlachië. De plaats maakt deel uit van de gemeente Wizna en telt 1300 inwoners.
Tijdens de Tweede Wereldoorlog werd er in Wizna een hevig gevecht geleverd tussen Poolse en Nazi-Duitse soldaten. Het gevecht werd bekend omdat 720 Poolse soldaten gedurende 3 dagen succesvol wisten stand te houden tegen de aanval van circa 42.200 Duitsers.
De Zweedse heavymetalband Sabaton maakte hier het lied ' 40:1 ' over, waarvan de titel verwijst naar de grote overmacht van het Duitse leger tegenover het Poolse leger. Het nummer staat op het album The Art of War.

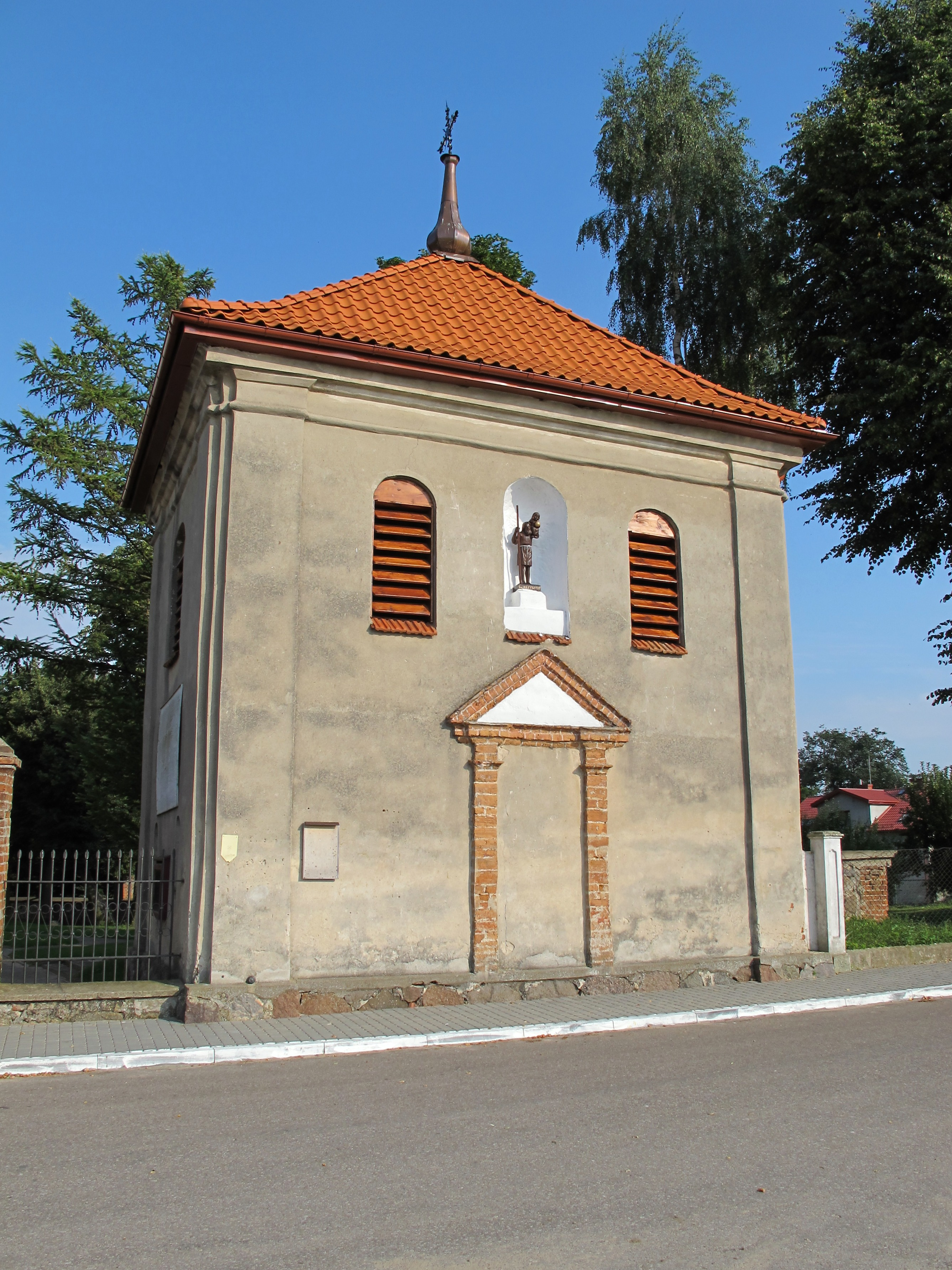
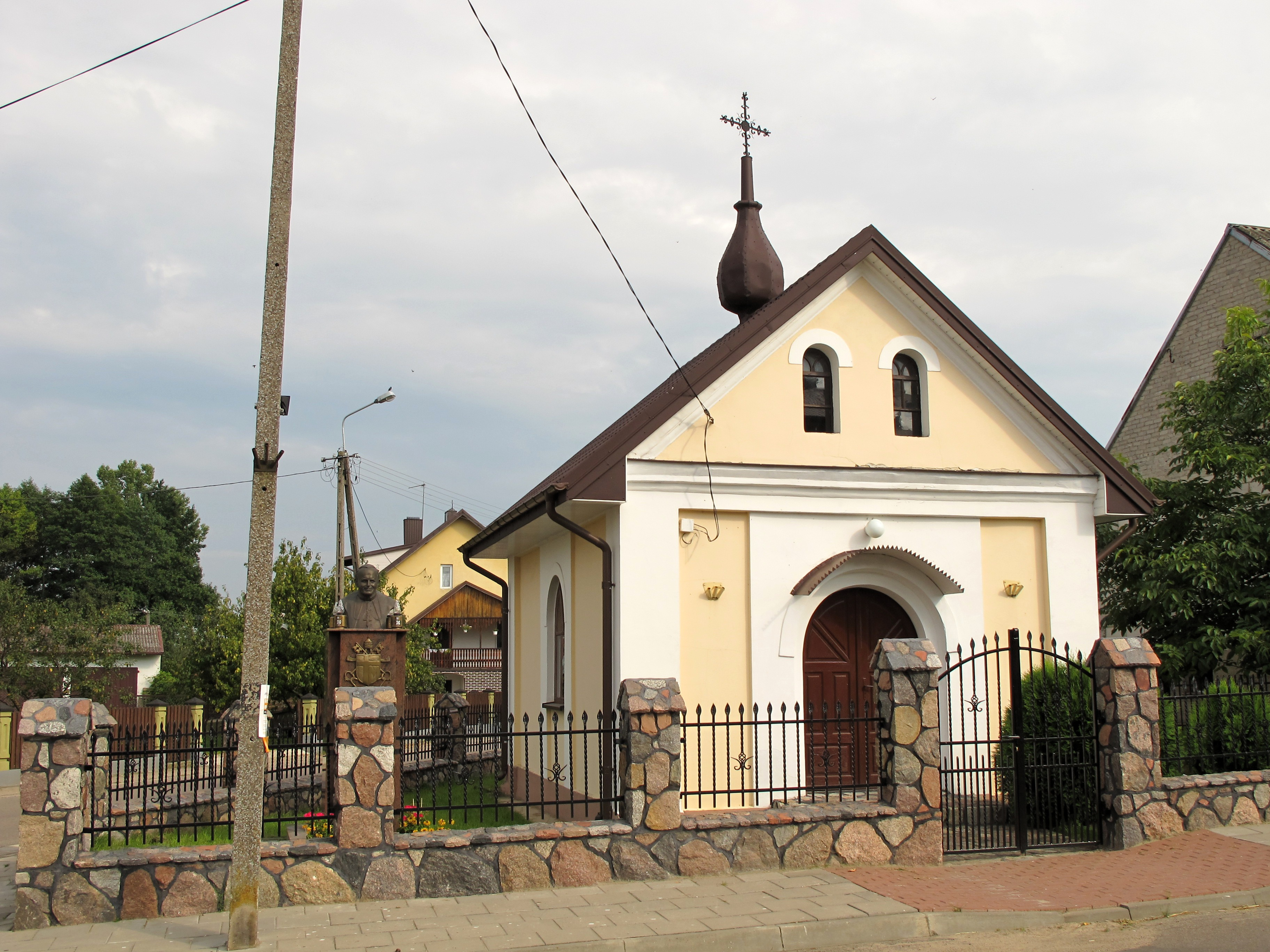
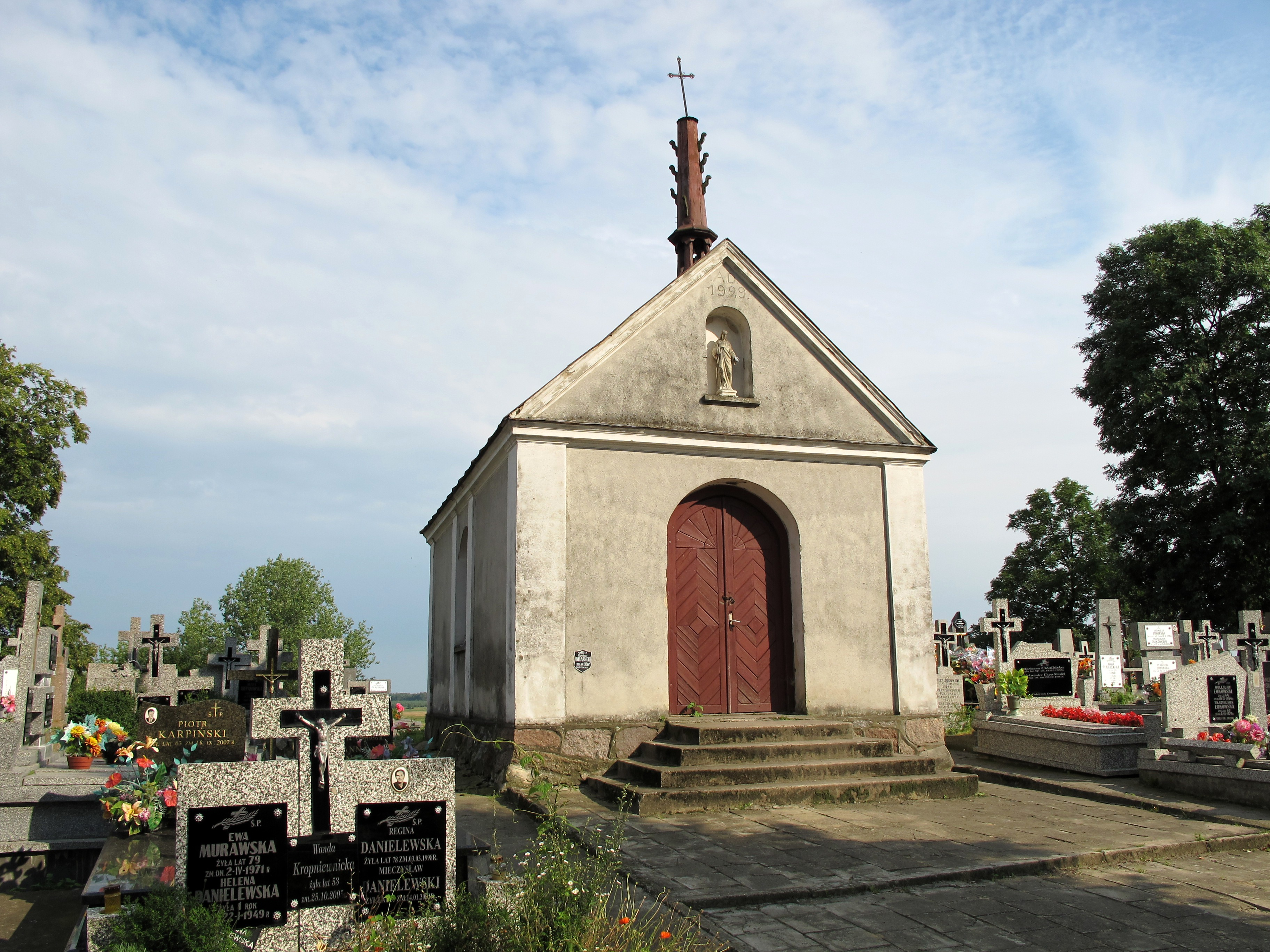
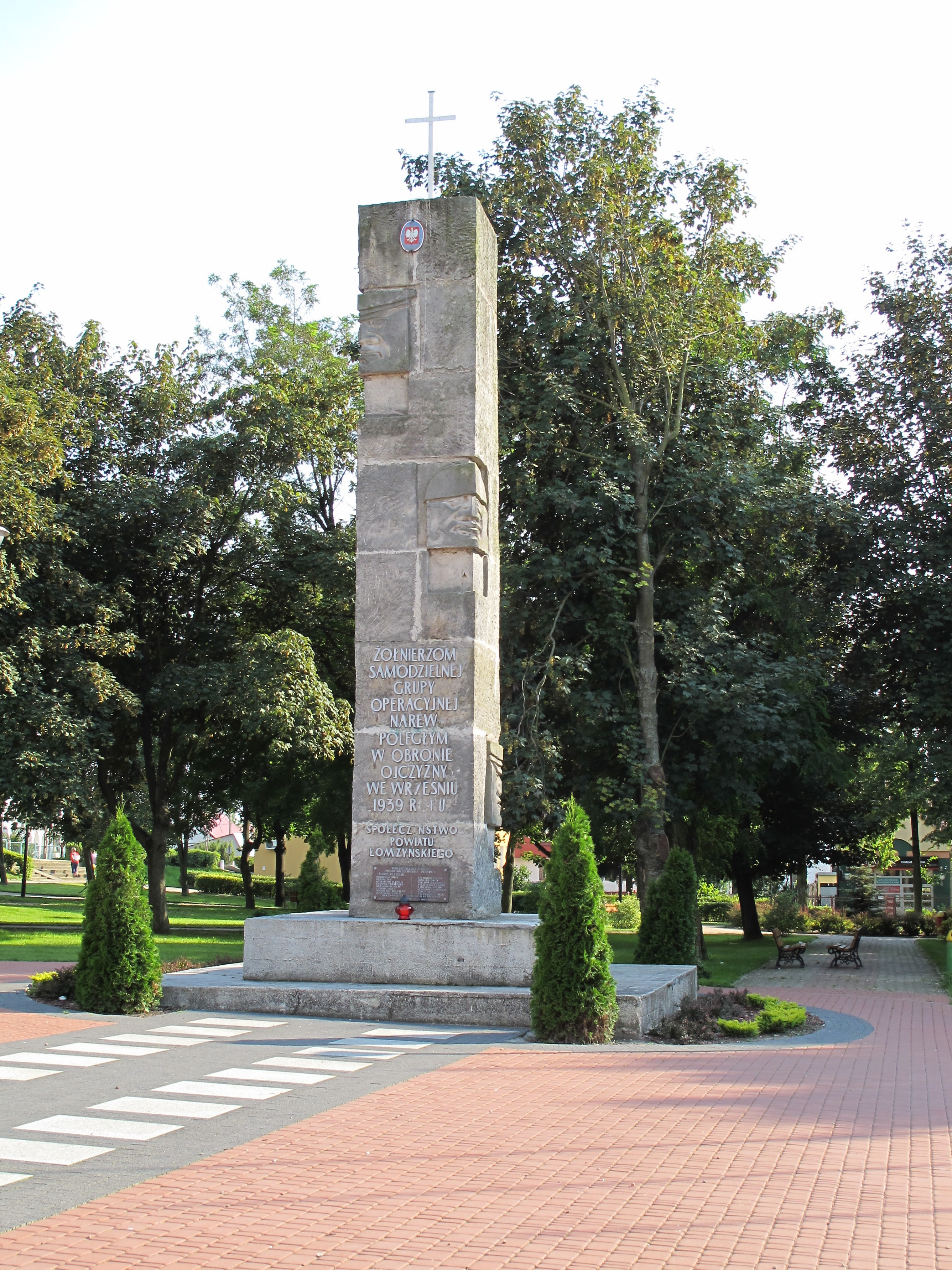
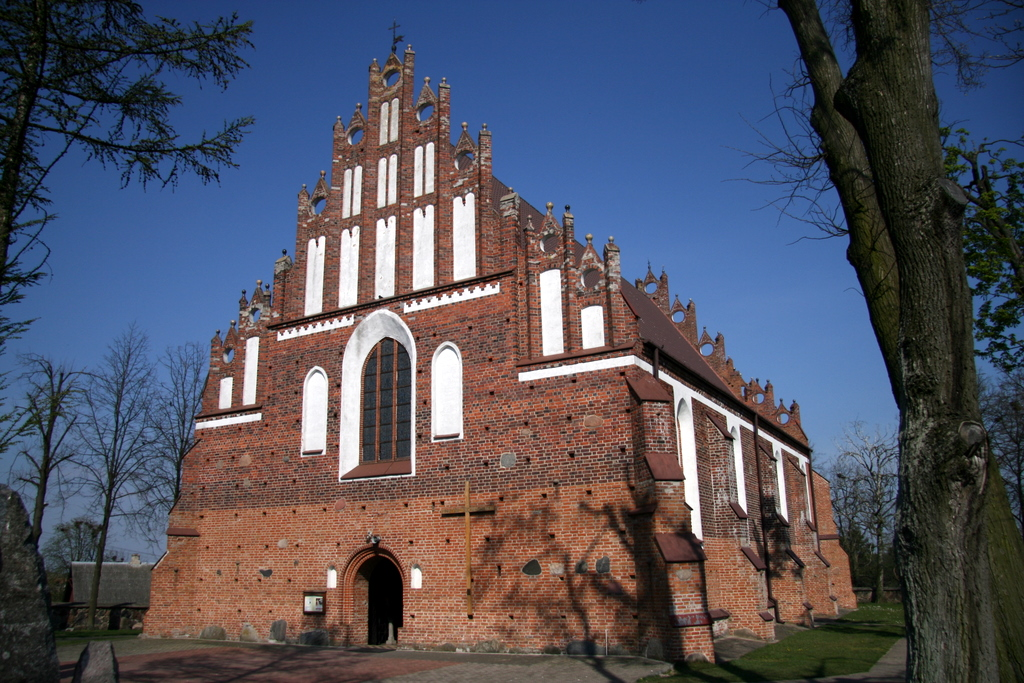